# Gabriola sierrae
Gabriola sierrae là một loài bướm đêm trong họ Geometridae.